# Il Fatto Quotidiano
Il Fatto Quotidiano (cuya traducción significa Hecho Diario) es un periódico italiano fundado el 23 de septiembre de 2009 por Antonio Padellaro, editor en jefe del mismo hasta el 3 de febrero de 2015, cuando la dirección pasó a Marco Travaglio, anteriormente codirector e incluso antes de editor adjunto. Tiene una circulación promedio de más de 30.000 copias y una audiencia promedio de alrededor de 400.000 lectores.

## Formato y distribución
Il Fatto Quotidiano se imprime en formato compacto y en color. Se distribuye en Italia por correo y más de 25.000 puestos en las principales ciudades y regiones italianas. Una fracción significativa de lectores, aproximadamente un quinto, está compuesta por suscripciones a la versión PDF del periódico.
El sitio web ilfattoquotidiano.it está dirigido por Peter Gómez y está registrado como un periódico independiente. El sitio web también alberga numerosos blogs personales de periodistas, economía y política. Según Alexa, el sitio es el 55.º sitio más popular en Italia.

## Propiedad

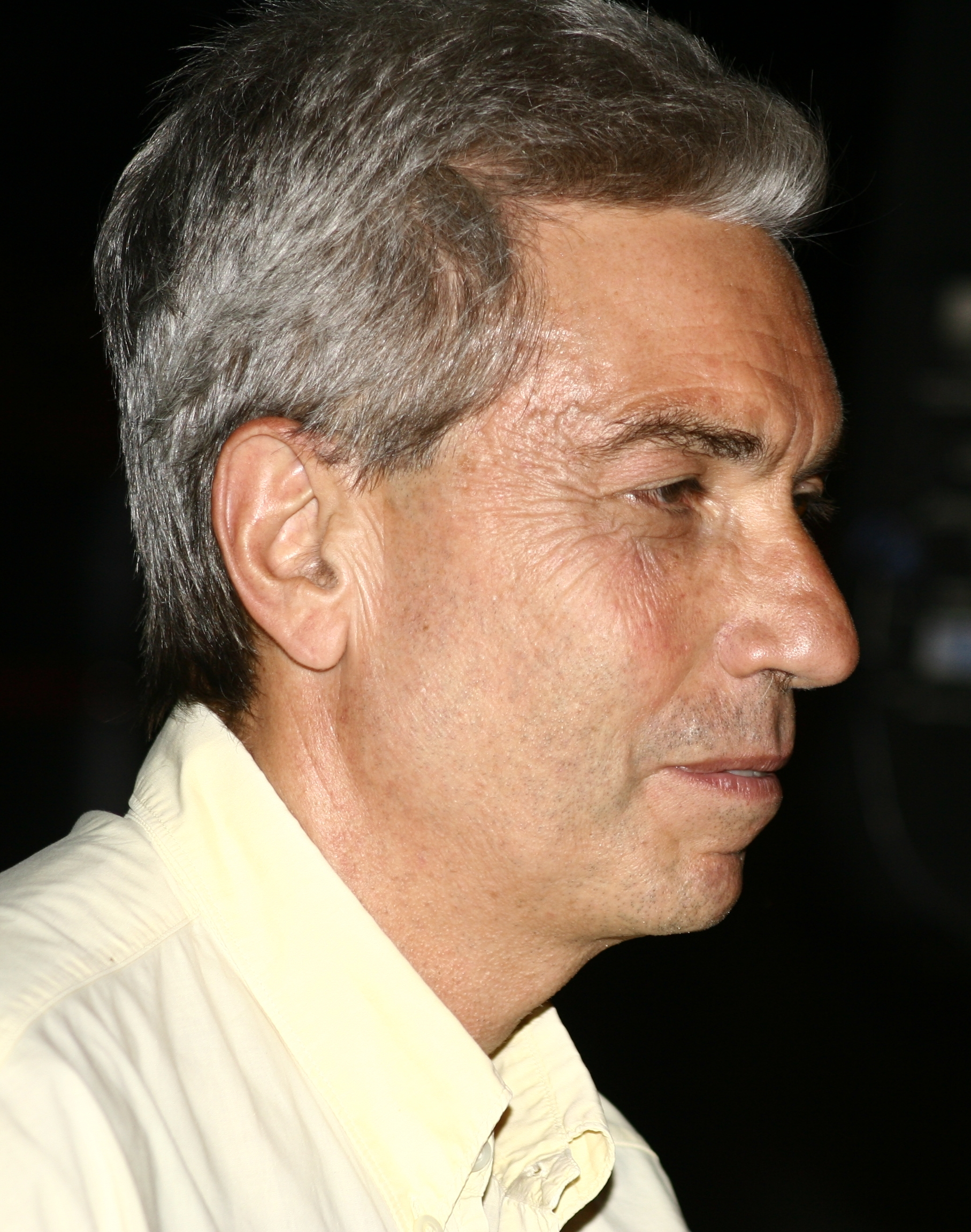
Antonio Padellaro, fundador del diario.

ll Fatto Quotidiano es publicado por Editoriale Il Fatto S.p.A., una empresa italiana. La normativa establece que el 70% de las acciones pueden ser propiedad de empresarios, pero que ninguna de ellas puede poseer más del 16% del capital social, estimado en 600,000 euros. El 30% restante de las acciones son propiedad de columnistas de periódicos.